# Grand Theft Auto 2
Grand Theft Auto 2 (abreviat GTA 2) este un joc creat de Rockstar North și publicat de Rockstar Games. A fost lansat în toată lumea pe 25 octombrie 1999 pentru Windows, Game Boy Color și Dreamcast. Actiunea jocului se petrece într-o metropolă futuristă, într-o perioadă neprecizată, însă în manualul jocului apare expresia "Three weeks into the future" (trei săptămâni în viitor), iar pe siteul jocului se sugerează că anul ar fi 2013.

### Despre joc
Acțiunea jocului se petrece într-o metropolă futuristă ce este împărțită în trei niveluri sau districte. Cele trei districte sunt: districtul comercial, districtul rezidențial și districtul industrial. Cele trei districte sunt controlate de 7 agenții de gangsteri numite: Zaibatsu, Loonies, Yakuza, SRS, Redneks, Mafia Rusească și Hare Krishma. Jucătorul are posibilitatea de a explora toate cele trei districte ale orașului pe jos sau prin intermediul a anumite mijloace de transport. Gta 2 păstrează formula jocului 1 din serie GTA, în care este vorba de furtul de mașini și de a îndeplini misiuni primite prin telefon.
Jocul GTA 2 are în total 66 de misiuni, dar include și câteva niveluri bonus, cu misiuni speciale. Obiectivul principal al jocului este ca jucătorul să obțină respectul tuturor celor 7 agenții de gangster, în urma îndeplinirii misiunilor.

#### Agențiile de gangsteri
- Zaibatsu: Zaibatsu este o corporație aparent legitimă, care se ocupă de fabricarea a orice inclusiv mașini, arme și medicamente, însă mai târziu agenția a început să se ocupe și cu crime organizate. Simbolul agenției este un Z galben, culoarea agenției este negru, iar mașina lor poarta numele de "Z-Type" și este a doua ca viteză dintre mașinile agențiilor de gangsteri. Zaibatsu este singura agenție ce apare în toate cele trei districte, având câte un conducator pentru fiecare district, aceștia fiind: Trey Welsh, Red Valdez și Uno Carb. Cei trei lideri îl numesc pe jucător "Gecko". Cartierele lor generale pot fi recunoscute ușor, prin clăirile pe care se află semne uriașe cu litere Z în culoarea roșu.
- Loonies: Loonies este o agenție ce apare doar în primul disitrict. Culoarea agenției este verde, iar simbolul este o față galbenă zâmbitoare. Mașina lor poartă numele de "Dementia". Misiunile pentru Loonies constau mereu în a ucide pe cineva sau a provoca o explozie. Liderul agenției este Elmo, iar acesta îl numește pe jucător "Jumbo". Centrul lor de comandă se află la ospiciul orașului.
- Yakuza: Yakuza este o agenție ce apare numai în primul district. Simbolul ei este un yen albastru, iar culoarea agenției este albastru. Liderul lor poartă numele de Johny Zoo, acesta numindu-l pe jucător "Kosai". Mașina agenției este Miara. Agenția Yakuza se ocupă cu fabricarea de droguri în laboratorul J-Lab, însă dezavantajul este că Yakuza este în conflict cu Loonies. Cartierul lor general se află la docurile din districtul comercial.
- SRS (savanții) este o agenție ce apare doar în districtul rezidențial. Agenția este de fapt un institut clandestin de cercetare care se ocupă cu: producerea și vânzarea de arme pe scară largă, inginerie genetică, clonare și robotică. În cartierul lor general, pot fi văzuți soldați clonați prin inginerie genetică. Simbolul agenției este un scut auriu iar mașina lor se numește "Meteor" și este cea mai rapidă mașină dintre toate. Liderul agenției este Dr. LaBrat iar acesta îl numește pe jucător "THC-303". Cartierul lor general se află la Centrul de Cercetări Științifice. Culoarea lor este galben pal.
- Redneks: Redneks este o agenție ce apare doar în districtul rezidențial și este condusa de către Billy Bob. Simbolul lor este steagul confederației, iar culoarea lor este albastrul deschis, iar mașina lor este un camion de tip pick-up. Liderul agenției îl numește pe jucător "Rooster". Cartierul lor general este parcul de rulote din nord-vestul districtului rezidențial.
- Mafia rusească: Este o agenție ce apare doar în districtul industrial și este specializată în contrabandă de arme și în contractele de asasinare. Culoarea lor este roșul, iar simbolul lor este o stea roșie. Mașina lor poartă numele de "Bullwark" și este cea mai rezistentă mașină dintre toate mașinile agențiilor. Dacă este în perfectă stare poate rezista loviturii unei grenade și a unui cocktail molotov. Ei pot fi văzuți în zonele portuare ale districtului industrial. Liderul lor poartă numele de Jerkov iar acesta îl numește pe jucător "Comrade" în traducere tovarășul.
- Hare Krishma: Este o agenție ce apare în districtul industrial, iar simbolul acesteia este o floare portocalie. Culoarea ei este portocaliul. Centrul gangsterilor din agenția Krishma este templul din districtul industrial, iar liderul lor este Sunbeam, în traducere Rază de Soare. Acesta îl numește pe jucător "Grasshopper". Mijloacele lor de transport sunt autobuzele Krishma. Agenția se ocupă cu furtul și distrugerea a diverse tehnologii, cu scopul de a se apăra.

#### Finalul jocului
- În mod normal, jucătorul lucrează pentru toate cele șapte agenții astfel încât fiecare nu știe că jucătorul lucrează în același timp și pentru celelalte două din districtul respectiv. În ultima misiune, liderii agențiilor Zaibatsu, Krishma și Mafia rusească descoperă că jucătorul a lucrat în secret pentru toate cele trei agenții. Odată ce au aflat, cei trei vor să îl ucidă pe jucător, alături de gangsterii agențiilor. În această misiune, jucătorul trebuie să îi elimine pe cei trei lideri iar apoi să părăsească orașul. Odată cu părăsirea orașului, jocul ia sfârșit.